# Шатоэск
Шатоэ́ск (фр. châteauesque — «шатообразный»), «стиль Франциска I» (англ. Francis I style), «стиль шато» (англ. Château Style) — направление историзма в архитектуре, основанное на французской ренессансной архитектуре монументальных французских загородных домов знати (шато), которые строились в долине Луары с конца XV века до начала XVII века.
Временной период развития стиля пришёлся на 1860—1910-е годы.

## Название
Термин «châteauesque» образован от французского слова шато с добавлением суффикса -esque, означающего нечто в манере или стиле того термина, к которому он присоединён. Введение этого термина в научный оборот приписывается (историком Маркусом Уиффеном) американскому историку архитектуры Бейнбриджу Бантингу, хотя его можно найти в публикациях, которые предшествовали рождению Бантинга.
В США стиль популяризировал архитектор Ричард Моррис Хант, вернувшись из Парижа после обучения в Школе изящных искусств. В годы, предшествовавшие Гражданской войне в США, шатоэск использовался для демонстрации личного достатка.
С 2011 года, тезаурус по искусству и архитектуре Института Гетти включает в себя как «Château Style», так и «Châteauesque», причём первый является предпочтительным термином для Северной Америки.

## Стиль
Стиль часто включает в себя здания, которые эклектично украшены сложными башнями, шпилями и круто-крытыми крышами XVI века, которые сами находятся под влиянием поздней готики и архитектуры итальянского ренессанса. Несмотря на свою французскую орнаментику, как стиль возрождения, здания в стиле шато не пытаются полностью подражать французскому замку. Обычно здания асимметричны, с ломаной в нескольких местах линией крыши и фигурным фасадом.
Характерные элементы архитектурного стиля:
- общий вид, стилизованный под французский шато,
- круглая башня с конической крышей,
- покатая крыша, нередко с гребнем,
- высокие декорированные дымоходы,
- арочный парадный вход,
- множество мансардных, слуховых окон,
- квадрифолии или масверк,
- терраса с балюстрадой,
- каменная или кирпичная кладка.

## Галерея

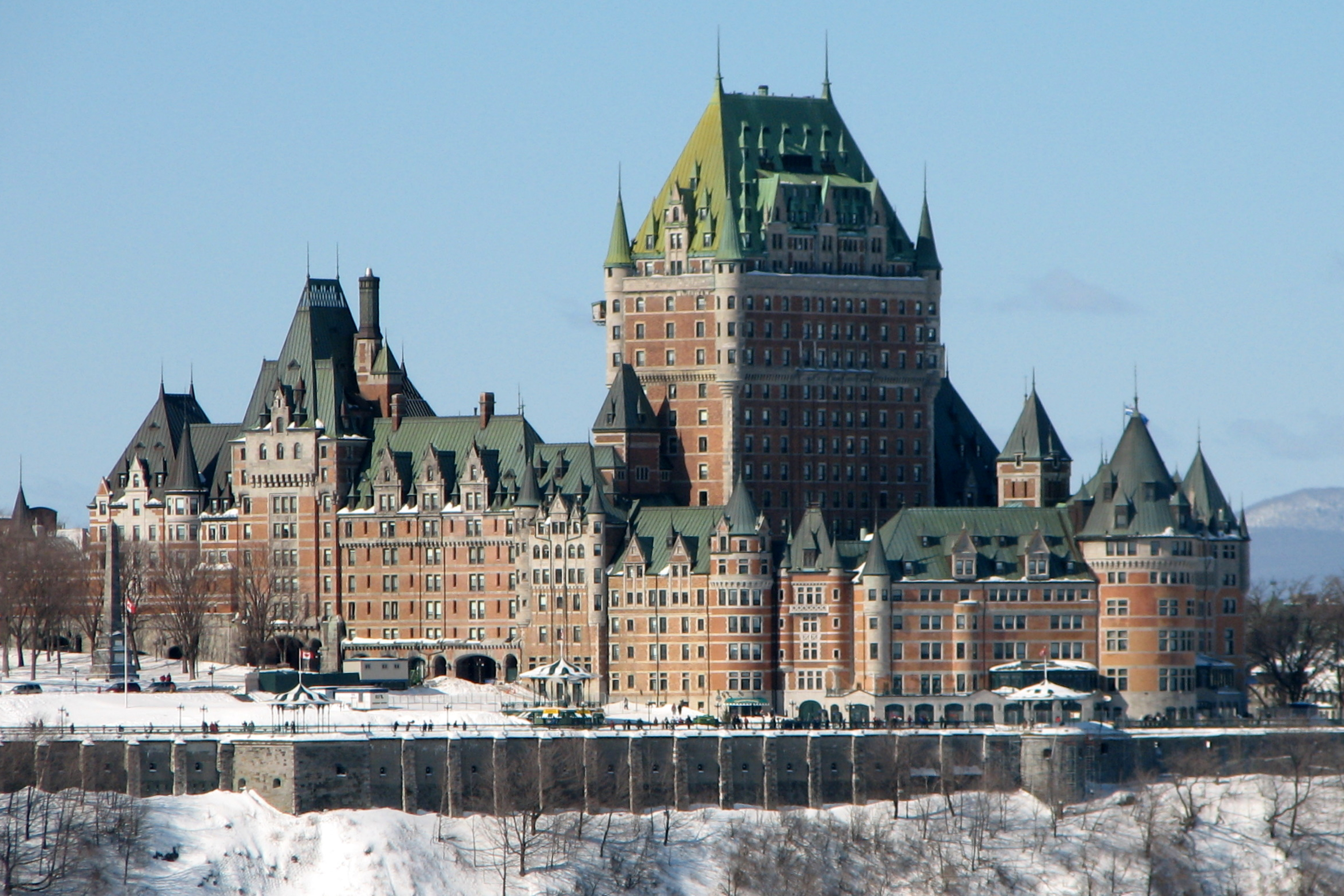
Отель Шато-Фронтенак (1893) в Квебеке (Канада)
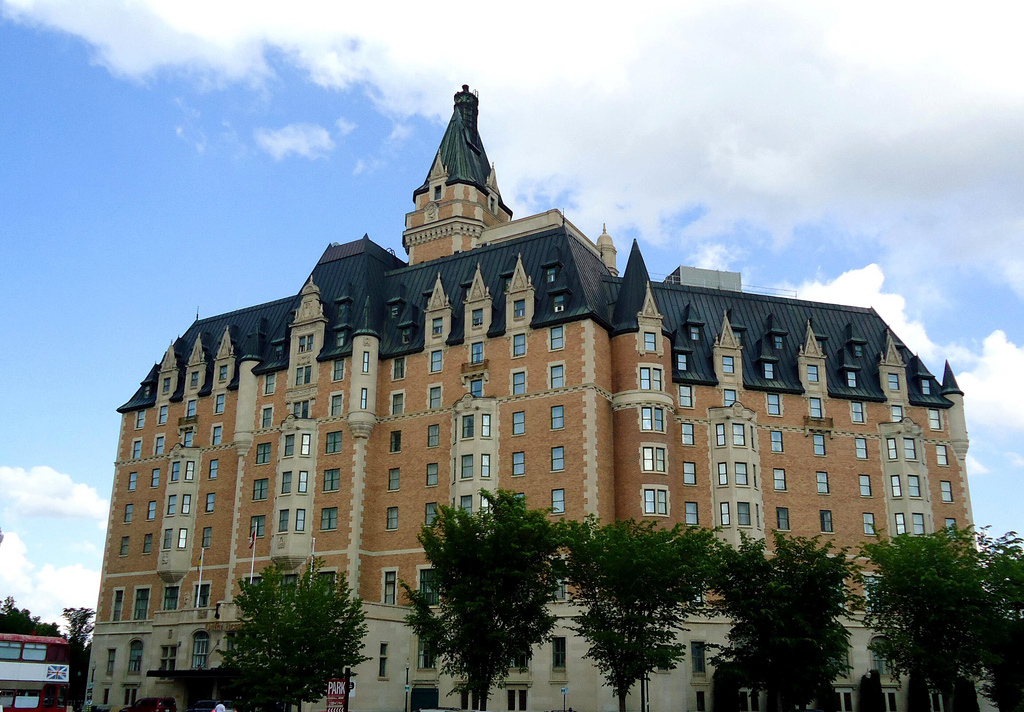
Bessborough Hotel (1928–1932) в Саскатуне (Канада)
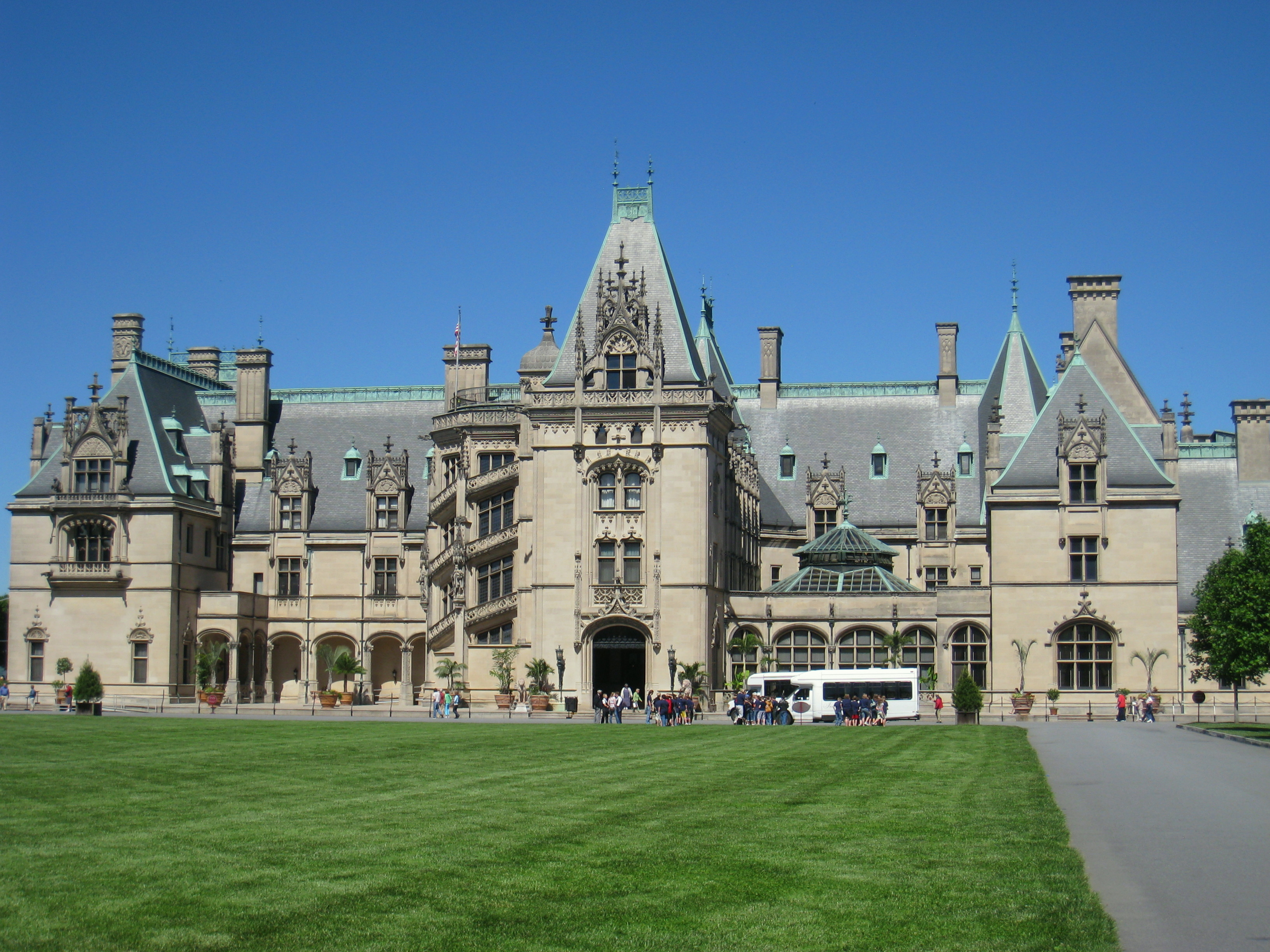
Билтмор в Ашвилле (США)
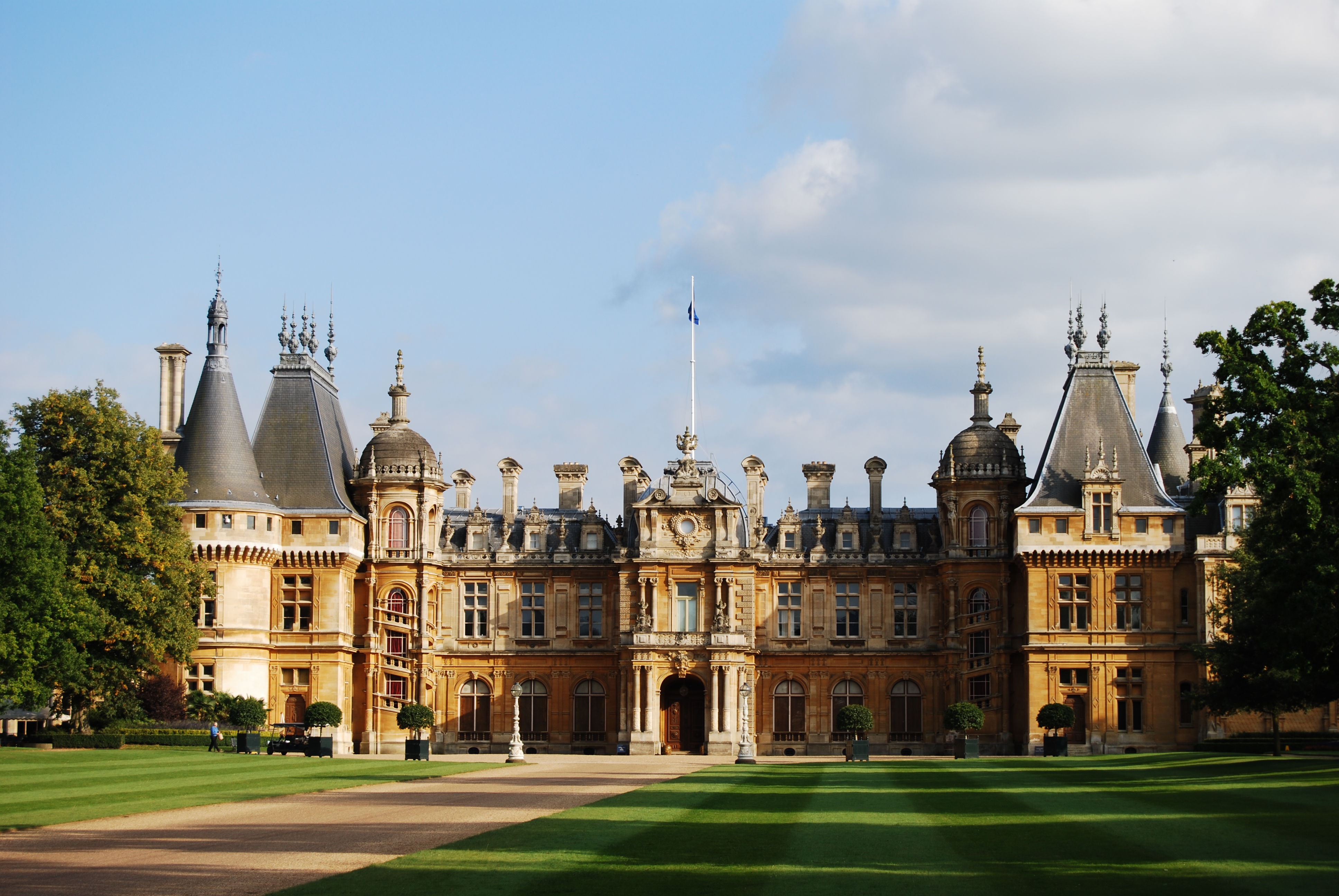
Waddesdon Manor (1874–1889), Бакингемшир (Великобритания)
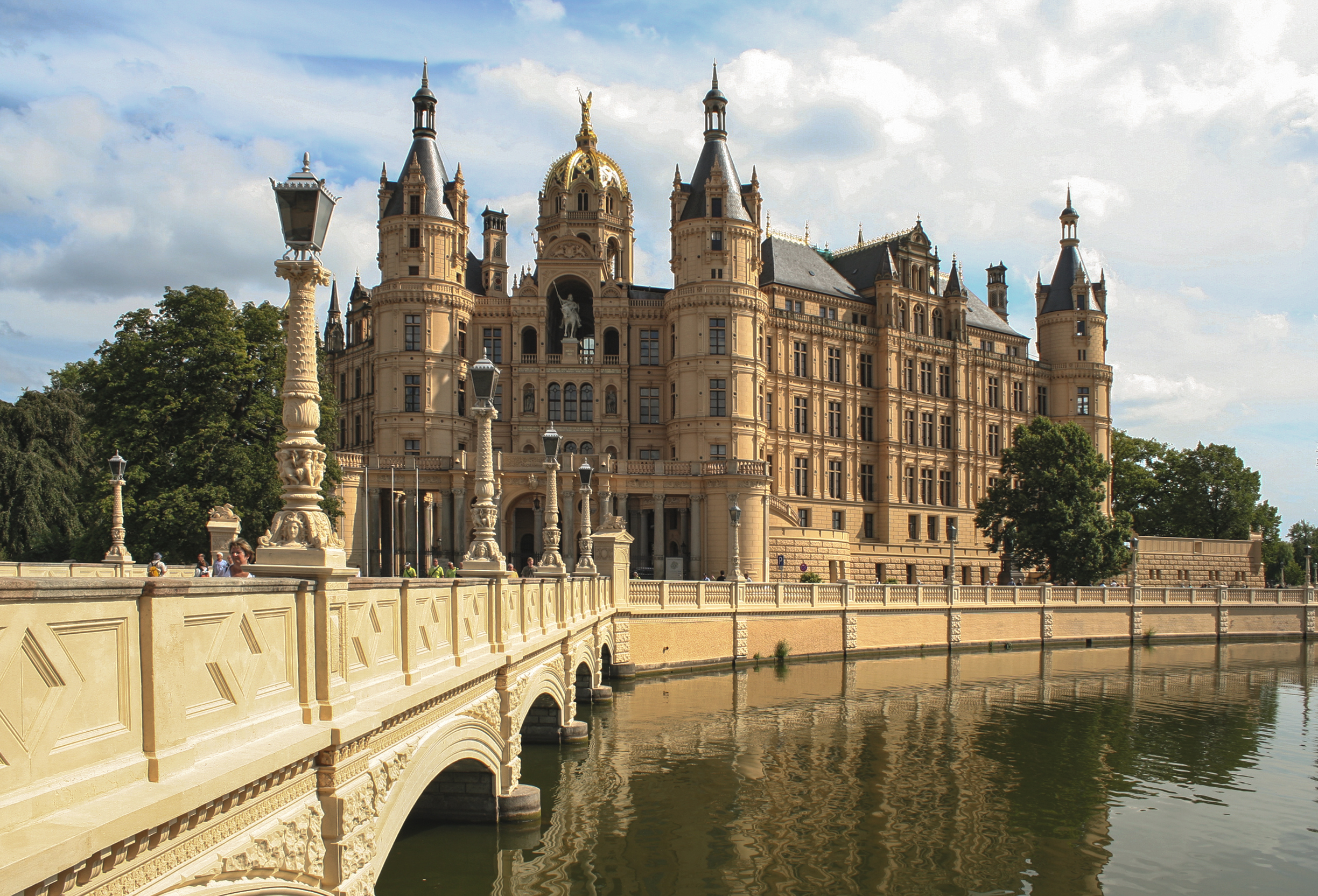
Шверинский замок (1857) в Шверине (Германия)